# Carl Duisberg
Carl Duisberg je ena osrednjih osebnosti v zgodovini podjetja Bayer in nemške zdravstvene in kemične industrije kot celote. Rodil se je 29. septembra 1861, v Barmenu v Nemčiji, v družini delavskega razreda, umrl pa je v mestu Leverkusen 19. marca 1935

## Življenje
Njegov oče je hotel, da prevzame dedkovo majhno podjetje, ki se je ukvarjalo s tkanjem trakov. Ko je imel Carl prvo učno uro kemije, se je kljub očetovi želji odločil, da želi postati kemik. To je povedal svoji mami, ki je podpirala njegovo odločitev. Omogočila mu je obiskovanje srednje šole. Od leta 1879 do 1882 se je izobraževal na Univerzi v Göttingenu ter na Univerzi Friedricha Schillerja v Jeni, kjer je doktoriral.
Nekaj časa je bil brezposeln, nato je vzel slabo plačano službo asistenta pri profesorju Geutherju na univerzi. Kasneje je prostovoljno opravljal eno-letno službo pri prvem bavarskem regimentu v Münchnu. Ko je končal vojaško službo, se je začasno zaposlil na inštitutu slavnega kemika Adolfa von Baeyerja.
Svojo službeno pot je tudi nadaljeval pri Bayerju, kjer je izvajal raziskave. Leta 1884 se je v tem podjetju tudi stalno zaposlil.
Najpomembnejši mejnik v njegovi karieri je visoko sistematično načrtovanje, gradnja in razvoj mesta Leverkusen, kjer je tudi umrl 19. marca leta 1935.
Carl Duisberg je veliko pripomogel tako na kemijskem kot tudi farmacevtskem področju, zato je bilo veliko kemikov v tistem času mnenja, da so z njegovo smrtjo izgubili velikega človeka v industriji.
Po njem se imenuje več fundacij, pa tudi številne ulice, v spomin na njegove dosežke.

## Delo
Carl Duisberg se je celo življenje ukvarjal s kemijo. S to se je prvič srečal na kemijski šoli in od takrat dalje lahko rečemo, da se je začela njegova kemijska kariera oziroma njegova kemijska pot. Ta se je nadaljevala tudi naprej pri njegovem študiju in poklicu. 
Duisbergova kemijska kariera pa se predvsem začne z intervjujem za službo s Carlom Rumpffom, ki je bil takratni izvršni direktor Bayerja. Carl Rumpff je namreč takrat iskal mladega in nadarjenega kemika, ki bi sodeloval pri novih izumih in raziskavah. Tako mu leta 1883 ponudi začasno pogodbo na Univerzi v Strasbourgu, katera pa je temeljila predvsem na izvajanju novih raziskav na kemijskem in farmacevtskem področju. A Carl Duisberg pri raziskovalnem delu ni deloval sam, vendar je sodeloval še z dvema raziskovalcema in sicer z Martinom Herzbergom in Oskarjem Hinsbergom, in ravno ti trije kemiki so bili izredno pomembni za razvoj podjetja, predvsem zaradi pomembnimi izumov s področja barv in farmacevtskih izdelkov. Hinsberg je bil namreč izredno pomemben za razvoj fenacetina, ki je eden izmed prvih farmacevtskih izdelkov v zgodovini podjetja. 
Carl Rumpff je z Duisbergom povezan predvsem na področju kemije, a ravno z njim sreča Duisberg tudi svojo bodočo ženo Johanno Seebohm. 
29. septembra leta 1884, ravno na svoj rojstni dan, je dobil Carl Duisberg stalno delovno mesto v podjetju Bayer. Carl Duisberg je v podjetju vse bolj napredoval, zato je bil kmalu leta 1900 izvoljen za člana izvršnega odbora, od leta 1912 do 1925 pa je bil za skupino generalni direktor. 
Carl je za kemično in farmacevtsko industrijo Bayer izredno pomemben, saj so pod njegovim okriljem uvedli tudi deveturno delo, zaradi katerega so se tudi izboljšale življenjske razmere delavcev. Carl Duisberg pa velja tudi za prototip novega podjetja, pri katerem podjetniško samopodobo predvsem oblikuje družbena obveznost družbe.
Duisberg pa skupaj s Carlom Boschem ustanovi interesno skupnost industrijo barv AG.
Prav tako pa je bil zaradi svoje poklicne usmerjenosti pomemben v prvi svetovni vojni, saj je med vojno prisilil uporabo kemičnega orožja. 

## Carl Duiberg Society
Duisberg je bil tudi velik zagovornik mednarodne kvalifikacije pri študentih in mladih znantevnikih. To zagovarjanje in spodbujanje se je v sodelovanju z nemškimi razvilo v neprofitno družbo imenvano Carl Duisberg Gesellschaft, ki je bilo ustanovljeno leta 1949. Kot organizacija je pomagalo pri razvoju učnih program za ljudi v razvijajočih področjih sveta ter je sodelovala pri gradnji, oglaševanju in vzdrževanju študentskih domov za tuje študente, ki so prejemali štipendijo od organizacije. 
Danes družba organizira veliko več dejavnosti, od katerih so najpomembnejše mednarodno usposabljanje za ravoj, ki vključuje tudi različne jezikovne tečaje, organizacije izobraževanja v tujini za študente, strokovnjake, in direktorje podjetij ter sodelovanje v ekonomsko-svetovalnem odboru in skrbniškem odboru GIZ-a (gospodarsko interestno združenje). S svojim delom je tudi prejela certifikacijo po ISO 9001 standardnih za jezikovne tečaje, Jezikovna potovanja in mednarodne šolske programe.
Organizacija je tudi znana po tem, da ima različne podružnice v različnih koncih sveta, kot so ma Kitajskem, Rusiji, Ukrajini, ZDA, Malaziji, Braziliji, Vietnamu, Azerbaijanu in Uzbekistanu.